# Gwendolen (Vorname)
Gwendolen ist eine Variante des weiblichen Vornamens Gwendolin, der in anglophonen Ländern verbreitet ist. 

## Namensträgerinnen
- Gwendolen, mythische englische Königin
- Gwendolen Guinness, Countess of Iveagh (1881–1966), britische Politikerin
- Gwendolen Howard (1894–1973), britische Naturforscherin und Musikerin, siehe Len Howard

### Kunstfigur
- Gwendolen Fairfax Charakter in der Komödie The Importance of Being Earnest